# Van Gelder Recording Studios
Los Van Gelder Recording Studios son estudios de grabación en Englewood Cliffs, Nueva Jersey, inaugurados en 1959 por Rudy Van Gelder. Muchos de las compañías discográficas de jazz más importantes, como Verve Records, Blue Note, Prestige y CTI Records, los han utilizado para grabar allí a sus artistas más relevantes.
Van Gelder ya se había establecido, a mediados de la década de 1950, y siendo un mero radioaficionado, como un referente en el mundo del jazz por sus grabaciones de importantes músicos de jazz como Cannonball Adderley, Miles Davis, Hank Mobley, John Coltrane, Johnny Griffin, Horace Silver, Milt Jackson, Sonny Rollins y Jackie McLean, entre muchos, todas ellas grabadas en la sala de estar de la casa de sus padres en Hackensack (Nueva Jersey). 
Concretamente, al cofundador de Blue Note, Alfred Lion, le gustaba tanto el sonido que Van Gelder conseguía que casi todas las sesiones de la discográfica de 1953 a 1967 fueron grabadas por Van Gelder.

## Historia
Las nuevas instalaciones en Englewood Cliffs, un chalé expresamente diseñado con una especial acústica proporcionada por los techos altos en bóveda y vigas de madera, fueron descritos por el crítico de jazz, Ira Gitler, como un «templo», tenían equipos de grabación construidos por el propio Van Gelder.

### Hackensack
La primera grabación en Hackensack había sido el 16 de abril de 1953 del trío de Kenny Drew, con Art Blakey y Curly Russell para el álbum New Faces, New Sounds de Blue Note. Las últimas sesiones de grabación realizadas en el antiguo estudio fueron de Ike Quebec, también para Blue Note, el 1 de julio de 1959.  
Entre los álbumes notables grabadas allí fueron Hank Mobley Quartet (1955) de Hank Mobley, Introducing Johnny Griffin (1956) de Johnny Griffin, Saxophone Colossus (1956) de Sonny Rollins, Cookin' (1957), Relaxin' (1958), Workin' (1959) y Steamin' (1961) de Miles Davis (todos grabados en 1956), Somethin' Else (1958) de Cannonball Adderley.

### Englewood Cliffs
Las nuevas instalaciones se inaugurarían el 20 de julio de 1959 siguiendo con las sesiones empezadas por Ike Quebec en Hackensack y muchos de los músicos que habían grabado en Hackensack eligen a Englewood Cliffs para sus nuevas grabaciones. Álbumes históricos grabados en los nuevos estudios incluyen Soul Station (1960) de Hank Mobley, Outward Bound (1960) de Eric Dolphy, A Love Supreme (1964) de John Coltrane, Point of Departure (1964) de Andrew Hill, Speak No Evil (1965) de Wayne Shorter, Red Clay (1970) de Freddie Hubbard, Cherry (1972) y Don't Mess with Mister T. (1973) de Stanley Turrentine y Lush Life: The Music of Billy Strayhorn (1991) de Joe Henderson. 